# Новозеландська англійська
Новозеландська англійська (англ. New Zealand English) — діалект англійської мови, якою розмовляють і пишуть більшість англомовних новозеландців. Його мовний код у стандартах ISO та Інтернет — en-NZ. Англійська мова є першою мовою більшості населення. Англійська мова була заснована в Новій Зеландії колоністами в ХІХ столітті. Це один із «найновіших існуючих різновидів англійської мови для носіїв мови, який розвинувся та став своєрідним лише за останні 150 років».

## Словники
Першим словником із записами, що документують новозеландську англійську мову, був, ймовірно, Новозеландський словник Хайнемана, опублікований у 1979 році за редакції Гаррі Орсмана (1928–2002). Це словник на 1337 сторінок з інформацією, що стосується використання та вимови термінів, які були широко прийняті в англомовному світі та характерні для Нової Зеландії. Він містить односторінковий перелік приблизної дати введення в звичайну мову багатьох термінів, які зустрічаються в новозеландській англійській мові, але не в інших місцях, таких як «haka» (1827), «Boohai» (1920) і «bach» (1905). Друге видання було опубліковано в 1989 році з підзаголовком на обкладинці "Перший словник новозеландської англійської та новозеландської вимови". Третє видання було опубліковано у 2001 р. видавництвом Reed Publishing за редакції Нельсона Уотті, та мало назву «The Reed Dictionary of New Zealand English». 
Першим словником, повністю присвяченим новозеландському різновиду англійської мови, був The New Zealand Dictionary , виданий New House Publishers у 1994 році під редакцією Елізабет та Гаррі Орсманів.  Друге видання було опубліковано в 1995 році під редакцією Елізабет Орсман.
У 1997 році Oxford University Press випустила книгу «The Dictionary of New Zealandisms on Historical Principles » за редакцією Гаррі Орсмана «Словник новозеландських історичних принципів » на 981 сторінку, яка, як стверджується, була заснована на понад 40-річних дослідженнях. Це дослідження розпочалося з дисертації Орсмана 1951 року і продовжилося його редагуванням цього словника. Щоб допомогти і підтримувати цю роботу, у 1997 році був заснований Центр словників Нової Зеландії. Він опублікував ще кілька словників новозеландської англійської мови, у тому числі Новозеландський Оксфордський словник у м’якій обкладинці , під редакцією новозеландського лексикографа Тоні Деверсона в 1998 році. 1374-сторінковий Новозеландський Оксфордський словник 2004 року, автори Тоні Деверсон і Грем Кеннеді. Друге перероблене видання Новозеландського Оксфордського словника в м’якій обкладинці було опубліковано у 2006 році , на цей раз із використанням стандартних лексикографічних регіональних маркерів для визначення вмісту Нової Зеландії, які були відсутні в першому виданні.
Іншою авторитетною працею є Collins English Dictionary , вперше опублікований у 1979 році HarperCollins , який містить велику кількість добре цитованих новозеландських слів і фраз, взяті з 650-мільйонного банку англійської мови , британського дослідницького центру, створеного в Університет Бірмінгема в 1980 році за фінансування видавництва Collins.  Хоча це британський словник міжнародної англійської мови, завжди був визнаний новозеландський радник з новозеландського вмісту, а саме професор Ян Гордон з 1979 по 2002 рік і професор Елізабет Гордон з Університету Кентербері з 2003 року. Нова Зеландія- конкретні словники, складені зCollins English Dictionary включає Collins New Zealand Concise English Dictionary (1982), Collins New Zealand School Dictionary (1999) та Collins New Zealand Paperback Dictionary (2009).
Австралійський словник Маккуорі вперше був опублікований у 1981 році і з тих пір став авторитетним з австралійської англійської мови. Він завжди включав велику кількість новозеландських слів і фраз на додаток до взаємно спільних слів і фраз обох країн. Кожне видання має постійного радника Нової Зеландії щодо вмісту Нової Зеландії  , першим був Гаррі Орсман.  і останньою є лексикограф Університету Вікторії з Веллінгтона Лорі Бауер . 
Легкий погляд на англійську мову в Новій Зеландії — це «Персональний словник ківі-янкі », написаний викладачем психології американського університету Отаго Луїсом Ліландом у 1980 році. У цьому тонкому томі перелічено багато потенційно заплутаних та/або оманливих термінів. для американців, які відвідують Нову Зеландію або емігрують до неї. Друге видання побачило світ у 1990 році.